# GoodbyeDPI
GoodbyeDPI是一个规避深度包检测（英語：Deep packet inspection；DPI）从而访问被互联网服务提供商封锁的网络内容的工具，由俄罗斯人ValdikSS使用C语言开发，仅适用于Microsoft Windows系统。

## 运作原理
该程序加载WinDivert驱动程序，该驱动程序使用Windows过滤平台修改和过滤数据包。

### 被动DPI
通常被动DPI对于要被封锁的HTTP连接会发送HTTP 302重定向；对于HTTPS连接则发送TCP重置包。这些数据包带有明显的IP标识字段，GoodbyeDPI会识别并阻止这些数据包。

### 主动DPI
主动DPI更难欺骗。目前该软件使用7种方法来规避主动DPI：
- 第一个数据包在TCP级分段。
- 对HTTP长连接进行TCP级分段。
- 将HTTP标头的Host替换为hoSt。
- 在HTTP标头移除名称和值之间的空格。
- 在HTTP Method和URL中加入额外的空格。
- Host标头值混合大小写。
- 发送带有低存活時間、错误校验值或者不正确TCP 序列号/确认号 的 HTTP/HTTPS 伪造数据包以欺骗DPI，并确保这些数据包不会真的到达目标服务器。这一方法是在2021年末新加入的[4]。

这些方法不会破坏任何网站，因为它们与TCP和HTTP标准完全兼容，但足以防止DPI数据分类并规避审查。

## 特性
- 由于GoodbyeDPI不像VPN等依赖第三方服务器，政府封锁它的难度更大[5][6]。
- 易于使用且无需配置。 它是为不懂技术的人设计的，不需要与用户互动[7]。
- 并非在所有情况下都适用于用户的互联网服务提供商[7]。
- 能力有限，不能绕过IP封锁[5]。

## 使用场景
2019年2月，韩国廣播通信審議委員會要求KT、SK Broadband等ISP使用检测服务器名称指示（SNI）的技术阻止用户访问特定网站，而这种检测方法可由GoodbyeDPI绕过。
2021年4月，俄罗斯互联网监管机构Roskomnadzor宣布限速推特，这种限制可用GoodbyeDPI绕过。
自2022年俄羅斯入侵烏克蘭以来，俄罗斯当局封锁了YouTube、Instagram、Spotify等服务或网站，不少俄罗斯人使用VPN绕过审查，而在这不久，包括NordVPN、1.1.1.1、蓝灯等VPN服务也停止工作。俄罗斯当局还发起了一场恐吓VPN服务用户的运动。例如，莫斯科地铁上出现的海报将VPN服务比作扒手，而GoodbyeDPI不受影响。
2022年7月，印度尼西亚信息与通讯部正式封锁了Steam、Origin和Epic Games等多个游戏平台，Medcom.id网站公布了修改DNS服务器和使用GoodbyeDPI绕过封锁的方法。